# Васюково (Харьковская область)
Васюково (укр. Васюкове), село,
Алексеевский сельский совет,
Близнюковский район,
Харьковская область, Украина.
Код КОАТУУ — 6320680203. Население по переписи 2001 г. составляет 156 (77/79 м/ж) человек.

## Географическое положение
Село Васюково находится на левом берегу реки Большая Терновка, по селу протекает безымянный ручей, на котором сделана запруда (~5 га).
На юге примыкает к селу Алексеевка, на севере в 1,5 км село Мыловка.

## История
- 1825 — дата основания.

## Экономика
- В селе есть молочно-товарная ферма.

## Культура
- Клуб.